# Audrey Williams
Audrey Williams, geboren als Audrey Mae Sheppard (Banks, 28 februari 1923 - Nashville, 4 november 1975), was een Amerikaans zangeres, songwriter, impresario, muziekuitgever, muziekproducent en filmproducent. Ze dankte haar bekendheid aan haar vertegenwoordiging van en optredens met haar man Hank Williams sr. Na zijn dood bleef ze actief als artiest en muziekondernemer. Ook vormde ze de drijvende kracht achter de kindsterjaren van haar zoon Hank jr.

## Biografie
Sheppard werd geboren in Alabama en kreeg uit haar eerste huwelijk haar dochter Lycrecia (voluit Lycrecia Ann Guy). In de zomer van 1943 ontmoette ze countryzanger Hank Williams tijdens een medicine show. In december 1944 trouwden ze, tien dagen voordat haar scheiding er definitief door was. Ze was intensief betrokken bij de promotie van de carrière van haar man en ze zong ook verschillende malen mee in zijn begeleidingsband Drifting Cowboys, in duetten met hem en als achtergrondzangeres. Verder speelde ze contrabas in zijn band en regelde ze de financiën en boekingen van haar man.
Hun relatie was door de jaren heen echter problematisch, met name vanwege het alcoholmisbruik van haar man. Ze scheidden een eerste maal op 26 mei 1948. Hierna verzoenden ze zich en kwam er een tijd waarin op 26 mei 1949 hun enige zoon Hank jr. werd geboren en op 9 augustus 1949 hun scheiding werd geannuleerd. Uiteindelijk scheidden ze op 31 december 1951 voor de tweede maal. Hun relationele beroeringen zijn muzikaal bewaard gebleven in Williams' songs Cold cold heart, I can't help it if I'm still in love with you en Your cheatin' heart. Hij overleed een jaar later op 1 januari 1953 aan overmatig gebruik van sterke drank en speed, en werd vijf dagen later postuum vader van zijn dochter Jett uit zijn relatie met Bobbie Jett.
In de jaren vijftig had Audrey Williams een onsuccesvolle zangcarrière via de labels Decca en MGM. Des te succesvoller was ze daarentegen als muziekondernemer, met een eigen boekingskantoor, muziekuitgeverij, platenlabel en filmproductiemaatschappij.
Toen Hank jr. ondertussen acht jaar oud was, besloot zij hem in de schijnwerpers te zetten als de rechtmatige erfgenaam van de muzikale nalatenschap van zijn vader. Compleet met een Nudie suit en met de band van zijn vader trad hij tweehonderd maal per jaar op. Zij tekende een platencontract met MGM waarmee de jonge Hank verschillende hits voortbracht en ze liet hem acteren in de film A time to sing. In zijn puberteit begon hij genoeg te krijgen van de imitaties van zijn vader en raakte de relatie tussenbeide langere tijd bekoeld.
Audrey Williams trad daarnaast ook nog zelf op in de zanggroep Cold Cold Hearts. Aan het begin van de jaren zeventig hield de muziekgroep ermee op en ze besloot ook de rest van de muziekwereld voor gezien te houden.

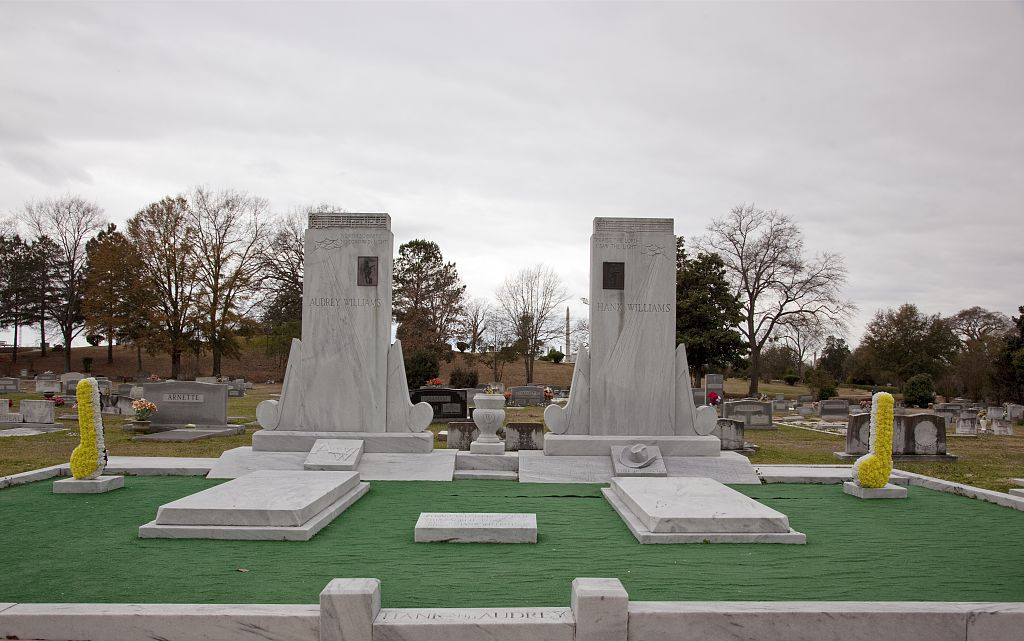
Grafsteen van haar en Hank

De laatste vijf jaar van haar leven werden getekend door drugs- en drankmisbruik, financiële problemen en een zelfmoordpoging. Ze werd een keer gearresteerd met drank op achter het stuur en ze kwam nog een keer in het nieuws toen ze geld bij elkaar probeerde te halen middels een openbare garageverkoop van spullen die van haar ex-man waren geweest. De dag voordat de Internal Revenue Service (IRS) beslag op haar huis wilde leggen vanwege een belastingschuld, overleed ze tijdens haar slaap op 4 november 1975.
Ze ligt begraven aan de zij van haar ex-man op de begraafplaats Oakwood Annex in Montgomery, Alabama. In Nashville werd ter nagedachtenis het Audrey and Hank Williams Recovery Center opgezet om personen met een verslaving aan verdovende middelen te helpen.
- Gemeinsame Normdatei: 118937111
- International Standard Name Identifier: 0000 0000 7328 1780
- Library of Congress Control Number: n88190890
- MusicBrainz: ec0a0182-4629-4b09-aea3-8c5ea76c1491
- SNAC: w6k36n5h
- Virtual International Authority File: 42637159
- WorldCat: E39PBJvhpbTDxxFJBdq63Rv4MP